# Veliki Crljeni
Veliki Crljeni (v srbské cyrilici Велики Црљени) je město v Srbsku, jižně od Bělehradu. Administrativně je jeho součástí. Podle údajů ze sčítání lidu z roku 2011 má 4 318 stálých obyvatel. Nadmořská výška obce je 134 m n. m.
Obec je připomínána v období rakouské nadvlády (1719 až 1739 pod názvem Zerlins). Je zastávkou na železniční trati Bělehrad–Bar, nachází se zde odbočka do Obrenovace. Západně a jihovýchodně od obce se nachází povrchové uhelné doly. Východně od obce se nachází tepelná elektrárna Nikola Tesla. Obcí prochází tzv. Ibarská magistrála.